# Феона Александрийский
Епископ Феона (умер 23 августа (по другим данным 28 декабря) 300) — Епископ и Папа Александрийский; управлял александрийской церковью с 282 по 23 августа 300 года. Перед смертью избрал себе преемника — священника Петра.
От него сохранилось послание к начальнику постельничих императорского двора, написанное в первые годы правления Диоклетиана. Послание дышит благочестием и простотой; оно всё состоит из наставлений жить достойно христианского имени. Память Феоны в коптской, эфиопской и католической церквях 28 декабря, в католической также 23 августа.